# 周明鸂
周明鸂（1910年—1995年），一作周鸣鸂，男，江苏泰县人，中国固体力学家，曾任国防科学技术大学教授、博士生导师，中国力学学会理事。